# Смерть негодяя (фильм, 1956)
«Смерть негодяя» (англ. Death of a Scoundrel) — фильм нуар режиссёра Чарльза Мартина, который вышел на экраны в 1956 году.
Фильм рассказывает о беспринципном и амбициозном иммигранте Клементии Сабурине (Джордж Сэндерс), который после переезда в США с помощью личного обаяния и ловких манипуляций с деньгами своих богатых клиентов быстро становится одним из самых богатых людей Нью-Йорка. Он заводит многочисленные романы с богатыми женщинами и становится заметной фигурой в нью-йоркском свете, однако в итоге его обвиняют в убийстве, растрате и мошенничестве. Ему грозит депортация в Чехословакию, что угрожает гибели его империи. Сабурин решает вернуть деньги своим инвесторам, что приводит к конфликту с партнёром по бизнесу, в результате которого оба погибают от огнестрельных ран в борьбе друг с другом.
История, положенная в основу фильма, напоминает биографию известного авантюриста Сержа Рубинштейна, который был найден убитым в своём доме в Нью-Йорке в 1955 году. Сценарий фильма написал режиссёр Чарльз Мартин, он же выступил и продюсером картины.
Это один из двух фильмов, в которых Сэндерс сыграл вместе со своим братом Томом Конуэем, в фильме сыграла также прежняя жена Сэндерса, За За Габор. Другие заметные роли в картине исполнили Ивонн Де Карло, Колин Грэй и Виктор Джори.
Наряду с такими картинами, как «Гражданин Кейн» (1941), «Безжалостный» (1948), «Вся королевская рать» (1949), «Злые и красивые» (1952) и «Босс» (1956), фильм относится к категории картин, рассказывающих о стремительном взлёте и падении амбициозной беспринципной личности.
Критика оценила фильм как увлекательный, однако неглубокий в плане рассмотрения поставленных проблем, немного схематичный в плане образов и слишком затянутый.

## Сюжет
Бриджет Келли (Ивонн Де Карло) заходит в шикарный особняк на Парк-авеню в Нью-Йорке, принадлежащий её боссу, скандальному финансисту Клементию Сабурину (Джордж Сэндерс), обнаруживая его убитым. Вскоре на месте преступления появляется полиция, которой Бриджет сообщает, что любила Сабурина. По её словам, он был «самым ужасным человеком на земле, но мог бы стать одним из самых великих». Далее она подробно рассказывает историю последних лет его жизни:
После освобождения из нацистского лагеря в Чехословакии Сабурин прибыл в Италию к своему брату, Джерри Монти (Том Конуэй), которому оставил свои деньги, поручив позаботиться о матери и о своей невесте Зине (Лиза Феррадэй). Однако, по словам Джерри, когда до него дошли вести, что Клементий погиб ы лагере, он купил на его деньги антикварный магазин, которым теперь управляет, а на Зине женился. Не желая вдаваться в дальнейшие подробности Клементий уходит, направляясь в полицейский участок. Там он доносит на своего брата как на иммигранта, нелегально проживающего в стране, что подразумевает арест с конфискацией имущества. В качестве платы за донос Клементий просит выдать ему паспорт, с которым он сможет попасть в Америку. Вскоре в полицейском участке Клементию выдают французский паспорт и небольшую сумму денег, достаточную, чтобы добраться до Нью-Йорка, одновременно сообщая, что его брат был убит во время ареста.
На пароходе перед прибытием в порт Нью-Йорка Сабурин знакомится с нефтяником Леонардом Уилсоном (Виктор Джори), которому излагает свои взгляды, согласно которым богатства и успеха можно добиться только нечестным путём. Во время прохождения иммиграционного контроля в порту Сабурин видит, как Уилсон, который стоит в очереди перед ним, роняет бумажник, который незаметно подбирает Бриджет Келли, внимательно изучавшая прибывших на пароходе. Бриджет направляется в портовый бар, и Сабурин следует за ней, где знакомится и заводит разговор. Обнаружив пропажу бумажника, Уилсон приходит в бар вместе с двумя полицейскими, которые обыскивают Сабурина, однако, ничего не обнаружив, удаляются. Бриджет, которая стоит рядом, затем приглашает Сабурина к себе домой, обещая затем показать ему город. Пока она переодевается, Сабурин крадёт из её сумочки бумажник Уилсона и незаметно уходит. Заметив пропажу бумажника, Бриджет посылает по следу Сабурина своего бывшего мужа и сообщника, который догоняет Сабурина и в подворотне ранит его выстрелом в плечо. Между мужчинами начинается драка, в ходе которой Сабурин выталкивает своего противника на проезжую часть прямо под колёса проезжающего грузовика. Сабурин обращается к врачу, который обрабатывает его рану пенициллином, новым лекарственным препаратом, который только что поступил в производство. Узнав от врача о том, что скоро пенициллин поступит в широкий оборот, что радикально изменит ситуацию на фармацевтическом рынке, Сабурин снимает номер в гостинице, где изучает содержимое бумажника Уилсона. Он обнаруживает там 5 тысяч долларов наличными, а также незаверенный Уилсоном чек на 20 тысяч долларов. Сабурин своей рукой заверяет чек, после чего обращается в брокерскую контору к мистеру О’Харе (Джон Хойт) с просьбой приобрести акции фармацевтической компании, производящей пенициллин, на 20 тысяч долларов, расплачиваясь чеком. В тот же день средства массовой информации сообщают о прорыве в медицине, после чего акции фармацевтической компании стремительно растут. За несколько часов, всё ещё находясь в брокерской фирме, Сабурин зарабатывает более ста тысяч долларов. Там он заводит разговор с богатой привлекательной вдовой миссис Райан (За За Габор), которая поражена его финансовым чутьём, и просит помочь ей с инвестициями. Сабурин предлагает ей выкупить его акции в фармацевтической компании на 20 тысяч долларов, и так как акции продолжают расти в цене, миссис Райан выписывает ему чек. Затем Сабурин через мистера О’Хару заменяет в документах брокерской компании чек Уилсона на чек миссис Райан. О’Хара понимает мошеннический характер операции Сабурина, однако вместо того, чтобы донести на него в полицию, просит заплатить ему гонорар в пять тысяч долларов, а также сделать младшим партнёром в их дальнейшем финансовом бизнесе.
Вскоре в одном из небоскрёбов Сабурин открывает офис своей финансовой компании, куда на приём неожиданно приходит Бриджет. Она пытается шантажировать Сабурина украденным кошельком и убийством её друга, однако он всё отрицает. При этом, оценив красоту и деловой потенциал Бриджет, Сабурин назначает её своим ассистентом и сразу же берёт её в деловую поездку в Канаду, где собирается приобрести нефтяную компанию Уилсона. На встрече в офисе Уилсона Сабурин возвращает ему бумажник со всем содержимым, тщательно затерев свою запись на чеке, после чего предлагает выкупить у Уилсона его нефтяную компанию, акции которой стремительно падают вниз. Сабурин говорит, что обнаружил в бумажнике Уилсона секретный финансовый отчёт компании об истощении действующих скважин, который передал в прессу, и это стало причиной обвала акций компании. Предложив Уилсону место в совете директоров с приличным жалованием, Сабурин улетает в Нью-Йорк, поручая Бриджет довести сделку до конца. Сразу же после оформления покупки Бриджет организует выезд на нефтеносные поля компании одного из известных журналистов, в присутствии которого инженеры сообщают об открытии богатой нефтеносной скважины. Эта новость на следующий день попадает в газеты, и акции нефтяной компании начинают стремительно расти. Сабурин немедленно связывается с миссис Райан, уговаривая её выкупить у него значительную долю компании. Миссис Райан покупает его акции, и к удивлению Сабурина и Бриджит компания действительно вскоре открывает значительные запасы нефти, в результате чего состояние миссис Райан увеличивается на огромную сумму. Однако сам Сабурин пребывает в глубоком расстройстве из-за того, что заработал на этой операции в три раза меньше, чем бы мог. Тем не менее, миссис Райан в знак благодарности Сабурину устраивает в его нью-йоркском особняке шикарный бал, куда благодаря её связям приходит всё светское общество города. Сабурин со своей стороны приглашает на бал Стефани Норт (Нэнси Гейтс), молодую привлекательную секретаршу миссис Райан. Во время бала Сабурин знакомится с Эдит (Колин Грэй), женой богатого владельца универмага из Чикаго Освальда Ван Ринесслира. Поняв, что привлекательная Эдит, которой принадлежит половина бизнеса своего старого мужа-гуляки, готова уйти от него, Сабурин приглашает её на следующий день в ресторан. Одновременно по его указанию Бриджет договаривается об обеде с Освальдом в том же ресторане и в то же время. Тем временем, увидев свою секретаршу на балу, миссис Райан говорит, что это не её круг общения, что обижает и расстраивает Стефани. Заметив это, Сабурин выходит с ней во дворик, утешая девушку, и одновременно выясняя, что она мечтает стать актрисой и даже играла в театре в своём родном городке до переезда в Нью-Йорк. На следующий день Сабурин звонит в один из бродвейских театров, нуждающихся в финансировании своей очередной постановки, предлагая продюсеру 75 тысяч долларов при условии, что главную роль в спектакле будет играть Стефани. В тот же день Стефани получает текст и начинает репетиции, поблагодарив Сабурина, который, как она полагает, просто замолвил о ней доброе слово продюсеру.
Тем временем Сабурин вынашивает план, как заполучить деньги миссис Райан, которая она благодаря ему заработала на нефтяной компании. Он открывает компанию «Сабураниум», которая на бумаге будет заниматься ядерной энергетикой, однако фактически предназначена для присвоения денег инвесторов. Сабурин уговаривает миссис Райан инвестировать в его компанию два миллиона долларов, собираясь получить от инвесторов в общей сложности десять миллионов долларов, а затем её обанкротить. Неожиданно на первых показах спектакля в Нью-Хэйвене Стефани добивается большого успеха, и продюсеры ожидают, что на Бродвее она станет звездой. После первого спектакля Сабурин приглашает Стефани на ужин в свой номер, предлагая ей стать его любовницей, однако она отказывается. Это приводит Сабурина в ярость, и уже на следующий день он требует от недоумевающего продюсера, чтобы тот уволил Стефани. Однако, когда Сабурин видит отчаяние уволенной Стефани, он смягчается и возвращает её в спектакль. Он говорит Бриджет, что помогает Стефани не из-за какого-то расчёта, а просто потому, что она «хорошая девушка». Когда Бриджет признаётся Сабурину, что любит его, он на её признание никак не реагирует, отвечая, что его интересуют только деньги.
На следующий день, увидев, как её муж приводит в ресторан Бриджет, Эдит устраивая ему сцену ревности и требует развода. Некоторое время спустя Эдит сообщает Сабурину о разводе с мужем, после чего Сабурин говорит, что он приобрёл на бирже долю акций в компании Освальда, и теперь вместе с акциями Эдит у них будет контрольный пакет, который позволит сместить Освальда и назначить нового директора. Когда Сабурин уже собирается выходить из своего дома, чтобы отправиться в Чикаго на собрание акционеров компании Освальда, в его комнате неожиданно оказывается Зина с пистолетом в руке. Она заявляет, что приехала в Америку, чтобы отомстить ему за убийство Джерри, без которого её жизнь превратилась в кошмар. Сабурину кое-как удаётся успокоить Зину, убедив её, что он не причастен к смерти Джерри, а лишь хотел его наказать за то, что тот присвоил его деньги и его девушку. Опасаясь оставлять её одну в Нью-Йорке, Сабурин уговаривает её поехать вместе с собой в Чикаго. Зина рассчитывает, что Сабурин решил возобновить с ней отношения. Однако увидев в чикагской гостинице, что Сабурин встречается с Эдит, Зина запирается в своей комнате и принимает яд. Тем временем Сабурин, намекнув Эдит на возможность их брака, решает с ней все вопросы по устранению Освальда от власти в компании. Когда он провожает Эдит к лифту, к нему неожиданно подходят двое полицейских, задерживая его по подозрению в убийстве Зины. Услышав это, Эдит говорит полицейским, что не знакома с Сабуриным и быстро уезжает. Полиция сообщает, что Зина умерла от отравления, оставив предсмертную записку, согласно которой её отравил Сабурин. Клементи арестовывают за убийство, но вскоре выпускают под залог. Адвокат (Вернер Клемперер) сообщает Сабурину, что его могут депортировать в Чехословакию. Эта новость приводит Сибурина в ужас, так как она полагает, что в социалистической Чехословакии его лишат всех его денег и возможности перемещения по миру. Вскоре в газетах появляется информация о нецелевом расходовании средств компанией Сабурина, намекающая на то, что он присвоил средств вкладчиков. Сабурин срочно связывается с матерью (Силия Ловски), уговаривая её немедленно приехать в Нью-Йорк. Мать счастлива переезду в Америку и воссоединению с сыном, однако её счастье улетучивается, когда она узнаёт истинные намерения Клементия. Оказывается, он хочет, чтобы она заявила, что она незаконно родила его от швейцарского гражданина, что позволит Клементию добиваться депортации в Швейцарию. Однако матери мысль о незаконном деторождении кажется ужасной, а также то, что Клементий пригласил её специально ради того, чтобы она приняла участие в его афере, и она с негодованием отказывается. Тем временем, в прессе разворачивается кампания, подающая Сабурина как чудовище, которое символизирует моральное разложение общества. Бриджет уходит от Клементия, предлагая ему вернуть деньги, которые он украл у инвесторов. Вечером в своём офисе Сабурин решает вернуть деньги, подписывая соответствующие документы. Узнав об этом, в кабинете появляется вооружённый О’Хара, который не хочет терять свои деньги и намеревается сделать Сабурина козлом отпущения. Он стреляет в Сабурина, раня его, после чего между двумя мужчинами начинается драка, и в ходе борьбы за оружие Сабурин смертельно ранит выстрелом О’Хару. Затем Сабурин выходит из офиса и на такси добирается до дома. Перед смертью, он просит у матери прощения, однако она отказывается простить его. После этого он звонит Бриджет, говоря что по-своему любил её, и просит у неё прощения, после чего падает и умирает. Бриджет передаёт финансовые документы о возврате средств полиции и покидает особняк.

## В ролях
- Джордж Сэндерс — Клементий Сабурин
- Ивонн де Карло — Бриджет Келли
- За За Габор — миссис Райан
- Виктор Джори — Леонард Уилсон
- Нэнси Гейтс — Стефани Норт
- Колин Грэй — Эдит ван Ринесслир
- Джон Хойт — мистер О’Хара
- Лиза Феррадэй — Зина Монте
- Том Конуэй — Джерри Монте Сабурин
- Силия Ловски — миссис Сабурин
- Вернер Кемперер — Херберт Бауман, адвокат Сабурина
- Джастис Уотсон — Генри, дворецкий Сабурина

## Создатели фильма и исполнители главных ролей
Чарльз Мартин был сценаристом семейной мелодрамы «Увидимся» (1944) и музыкальной комедии «С тобой на острове» (1948), а также сценаристом и режиссёром музыкальной комедии «Нет увольнительной, нет любви» (1946), романтической комедии «Моя дорогая секретарша» (1948), а также криминальных мелодрам «Если не виновен — отпусти» (1968) и «Мёртв по прибытии» (1978).
Джордж Сэндерс был признанным актёром, известным по таким фильмам, как «Ребекка» (1940), «Иностранный корреспондент» (1940), «Портрет Дориана Грэя» (1945), «Призрак и миссис Мьюр» (1947) и другим, в которых ему неоднократно приходилось представать в образе элегантных и циничных негодяев. Как отмечает историк кино Джефф Стаффорд, Сэндерс часто называл «Смерть негодяя» «своей любимой ролью, и можно понять, почему она ему так нравилась. В отличие от холодных циников, которых он играл в таких фильмах, как „Луна и грош“ (1943) и „Всё о Еве“ (1950), Сэндерс раскрывает здесь широкий спектр эмоций в роли Сабурина, переходя от потрясения и удивления до ликующей ненависти и отчаяния с заламыванием рук». Как пишет критик, «не ищите здесь тонкости, это переигрывание в самом крайнем своём проявлении. Некоторые поклонники творчества Сандерса могут даже посчитать эту роль его худшей игрой, но в определенном смысле это может быть роль, наиболее близкая личности актера» По словам тех, кто «знал его хорошо, Сэндерс действительно был мизантропом и считал себя человеком, принадлежащем к элите общества, который мог быть как очаровательным, так и жестоким».
Как далее отмечает Стаффорд, этот фильм «был своего рода семейным делом для Сэндерса, дав возможность не только сыграть вместе со своим братом, актёром Томом Конуэем, исполнившим роль предавшего брата, но также обеспечил сочную роль его бывшей жене Жа Жа Габор в роли богатой вдовы, которую он использует для личного обогащения». В 1942—1946 годах Конуэй сыграл главную роль в десяти фильмах популярного американского киносериала о частном детективе по прозвищу Сокол, у него также были заметные роли в психологических триллерах Вэла Льютона «Люди-кошки» (1942), «Я гуляла с зомби» (1943) и «Седьмая жертва» (1943), а также в фильмах нуар «Убийство на Центральном вокзале» (1942) и «Повторное исполнение» (1947). Заметную роль в картине сыграла также Ивонн Де Карло, известная по фильмам нуар «Грубая сила» (1947) и «Крис кросс» (1949), а также по библейской драме «Десять заповедей» (1956).

## Личность главного персонажа фильма
Как отмечено на сайте Американского института киноискусства, во многих рецензиях на фильм обращалось внимание на «сходство главного персонажа Клементия Сабурина с реальным нью-йоркским финансистом Сержем Рубинштейном (англ. Serge Rubinstein), аморальным иммигрантом из России, который обладал гениальными способностями в денежных махинациях. Рубинштейн, известный плейбой и мошенник, был обвинён в уклонении от призыва в 1947 году Он был убит в январе 1955 года, и несмотря на тщательное расследование, убийца так и не был найден». В этой связи, как отмечает Стаффорд, «правовой отдел студии RKO Pictures проинструктировал отдел маркетинга не давать публике оснований думать, что негодяй в фильме несёт какое-либо сходство с Сержем Рубинштейном, кроме чисто случайного».
Как пишет Стаффорд, если представить себе «Гражданина Кейна» (1941), сделанного на мизерном бюджете со значительно более безжалостным и полностью презренным протагонистом, то вы получите «Смерть негодяя» (1956), который, «как и тот фильм снимался на натурной съёмочной площадке студии RKO и композиционно выполнен как большой флэшбек». Как говорит героиня фильма Бриджет Келли, Клементий Сабурин «был самым ненавидимым человеком на Земле. Но он мог бы стать одним из великих людей в истории. Он был гением». И всё же, по словам Стаффорда, «в отличие от Чарльза Фостера Кейна, который обладал достоинствами и недостатками всесильного общественного деятеля, Сабурин является воплощением ублюдка с немногими искупительными качествами».

## Оценка фильма критикой
Как после выхода картины в рецензии «Нью-Йорк таймс» было отмечено, что «Джордж Сэндерс, который, судя по всему, сделал своей профессией изображение различных подлецов, силён в заглавной роли и в этом фильме». Однако сам фильм «с этим хамом королевских масштабов движется беспорядочно и по слишком длинному пути». Хотя его создатели и «предпринимают попытки препарировать этого сложного персонажа, который очаровывает толпу красивых женщин и доверчивых мужчин, чтобы быстро сколотить состояние на фондовом рынке, тем не менее, фильм увлекает только как мелодрама. И, похоже, он не имеет своей точки зрения как драма». В целом, по мнению рецензента, «Сэндерс и компания создают искусное и порой интересное произведение, однако оно лишь слегка пытается затронуть сердца и умы своих главных действующих лиц».
Историк жанра фильм нуар Спенсер Селби обратил внимание на этот фильм, который, по его словам, рассказывает о «безденежном европейце, который делает состояние, очаровывая богатых и влиятельных женщин». Стаффорд выразил мнение, что «хотя „Смерть негодяя“ — это не шедевр в сравнении с „Гражданином Кейном“, тем не менее, это чрезвычайно занимательный треш. Персонажи, которые возникают на пути Сабурина, представлены красочными карикатурными образами, а диалоги обладают грубой жизненной силой бульварного романа. Но истинное наслаждение здесь несёт энергичная игра Сэндерса в роли гнусного Сабурина». В итоге, по мнению Стаффорда, «несмотря на малый бюджет, получился превосходный фильм категории В с богатой музыкой Макса Стайнера и операторской работой Джеймса Вонга Хоу». Современный критик Деннис Шварц назвав картину «художественно переработанной версией жизни и таинственной смерти безжалостного негодяя Сержа Рубинштейна», оценил её как «средний фильм категории В, бедную версию „Гражданина Кейна“». По мнению критика, фильм «неубедителен, нравоучителен и чересчур мелодраматичен, хотя и обладает некоторыми развлекательными достоинствами». Как написал историк кино Крейг Батлер, «никто никогда не спутает „Смерть негодяя“ с тем, что на самом деле можно назвать хорошим фильмом, но это не значит, что эта картина не может не доставить большого удовольствия при просмотре». Как далее указывает Батлер, «не ошибайтесь на его счёт. Это халтура с самого начала, это скандальная история рассказана прямо и предсказуемо, с использованием множества совпадений и надуманных ходов, которые выводят её за грань достоверности». По мнению критика, «в мире этого фильма люди, за исключением главного персонажа, существуют во многом лишь для того, чтобы быть легко обманутыми тем самым главным персонажем, даже когда обман столь же очевиден, как нос на лице учтивого, но не вызывающего доверия Сэндерса. Это мир крайностей, который в умелых руках мог бы послужить либо для сатирического, либо для серьёзного анализа легковерия человечества, однако в данном случае он слишком глуп, чтобы рассматривать его иначе, чем как пустую безделушку. Однако эта безделушка освящена всегда доставляющей наслаждение операторской работой Джеймса Вонга Хоу, увлечённой, хотя и не очень проницательной режиссурой Чарльза Мартина, а также отличной музыкой Макса Стайнера».

## Оценка актёрской игры
По мнению рецензента «Нью-Йорк таймс», Сэндерс «в качестве героя-злодея точно на своём месте в этой роли. Он учтив, элегантен и ловок со всеми общественными слоями, которые он с лёгкостью облагодетельствовал на прощание». Помимо Сэндерса, «Ивонн Де Карло сильно и профессионально сыграла прелестную мелкую воровку, которая поднимается вместе с ним к общественному признанию». Как полагает Кини, «Сэндерс, похоже, наслаждался своей ролью, по-королевски играя её с большим нажимом». В свою очередь, Батлер отмечает, что «актёры смакуют абсурдную историю, в которой они заняты, поскольку она даёт им много возможностей показать себя. Хотя Сандерс, Ивонн Де Карло и остальные не дают нам великолепной игры, однако их работа полностью созвучна со сценарием и режиссурой, и они дают нам потрясающе интересные трактовки своих персонажей. В конечном счете это всё треш, но это треш, который легко приносит наслаждение».